# Campoo-Los Valles
Campoo-Los Valles és una comarca històrica de Cantàbria, situada a l'Alt Ebre de poc més de 1.000 km². La cota més elevada està en el pic Cuchillón (2.225 msnm), i la més baixa a Pesquera (560 msnm), estant Reinosa a 850 msnm.
Originàriament, segons es recull en el Llibre de les Merindades de Castella o Becerro de les Behetrías de Castella (d'aproximadament 1352), la Merindad d'Aguilar de Campoo comprenia tant municipis del sud de l'actual Cantàbria, com del nord de la província de Palència i de la de Burgos, sent la capital l'avui palentina Aguilar de Campoo, antiga capital del vast Marquesat d'Aguilar de Campoo. Posteriorment, la capitalitat es va traslladar a Reinosa, ciutat que segueix ostentant aquesta condició. El "Campoo palentino", va quedar després de la divisió provincial, amb Aguilar com població més important, i englobat actualment en l'àmplia comarca de la Muntanya Palentina. Malgrat que ja existeix una llei de comarcalització de Cantàbria, aquesta encara no ha estat desenvolupada per tant la comarca no té entitat real.

## Municipis de la comarca
- Campoo de Enmedio.
- Campoo de Yuso.
- Hermandad de Campoo de Suso.
- Las Rozas de Valdearroyo.
- Pesquera.
- Reinosa.
- Santiurde de Reinosa.
- San Miguel de Aguayo.
- Valdeolea.
- Valdeprado del Río.
- Valderredible.

## Galeria d'imatges

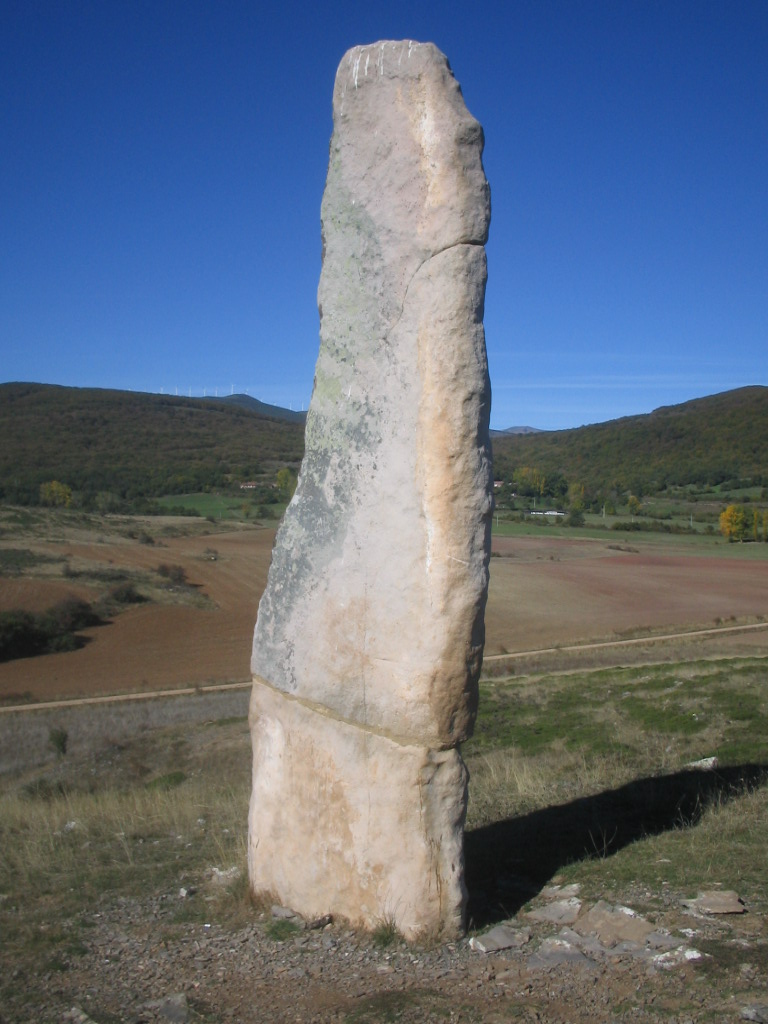
«El Cabezudo», de 4,85 metres, el més alt dels menhirs de Valdeolea.
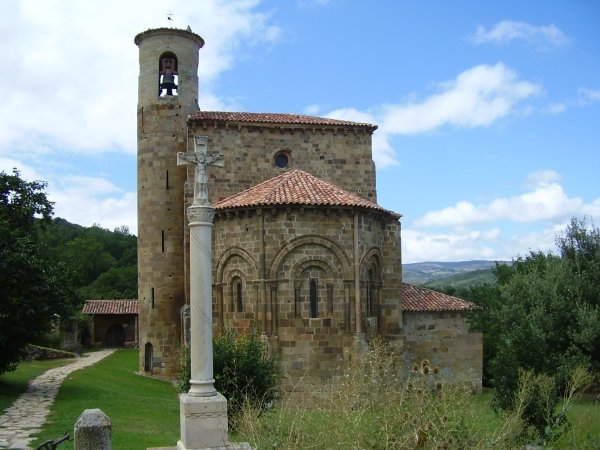
Colegiata de San Martín de Elines (Valderredible).
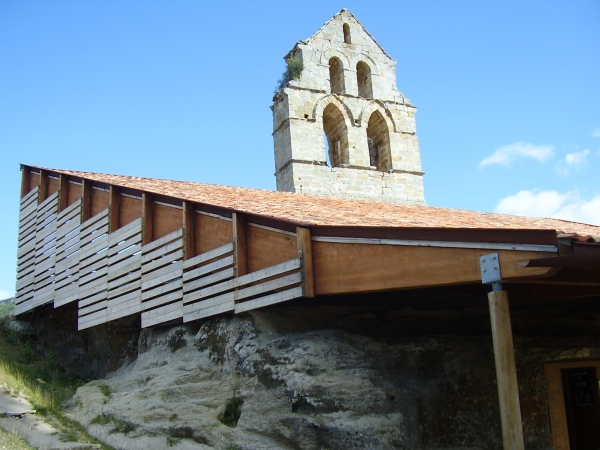
Ermita rupestre de Santa María de Valverde (Valderredible).
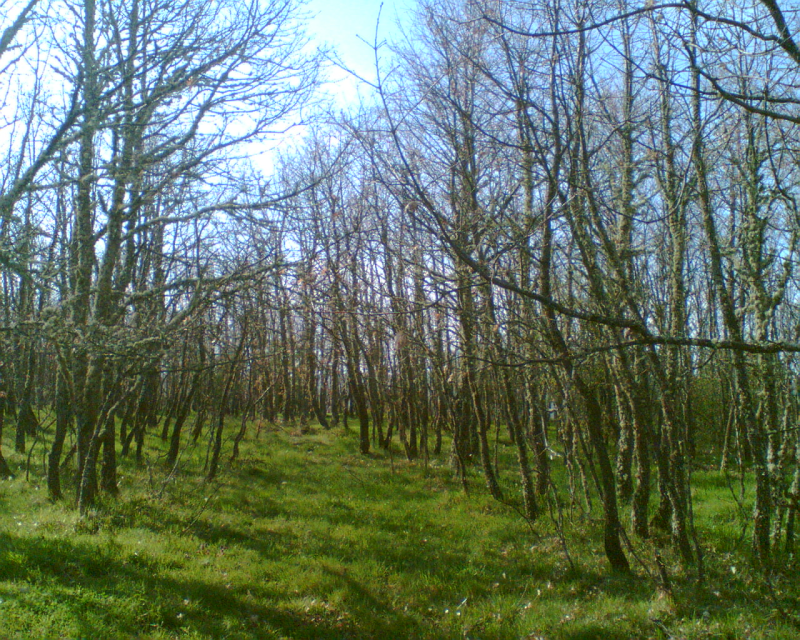
Robledal vora Navamuel (Valderredible).
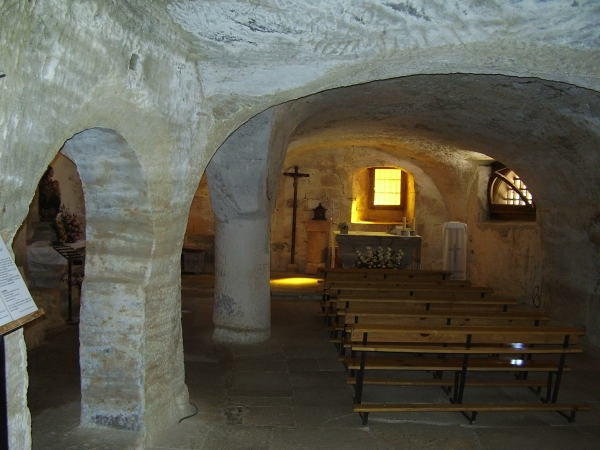
Interior de l'Ermita rupestre de Santa María de Valverde (Valderredible)
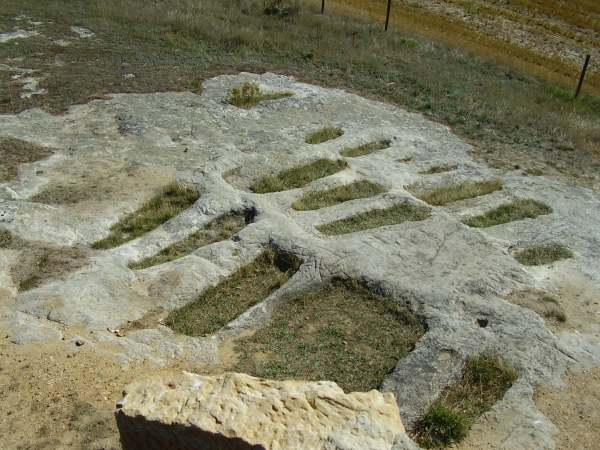
Cementiri rupestre medieval junt a l'ermita de Santa María de Valverde (Valderredible).
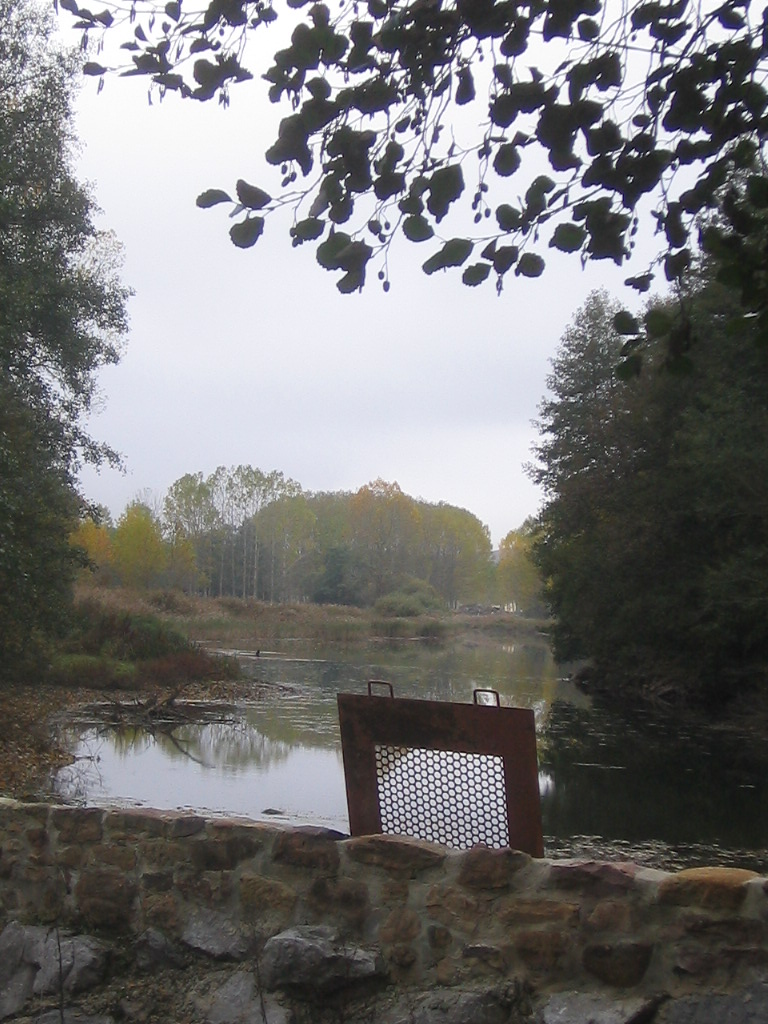
L'Ebre als voltants de Polientes (Valderredible).
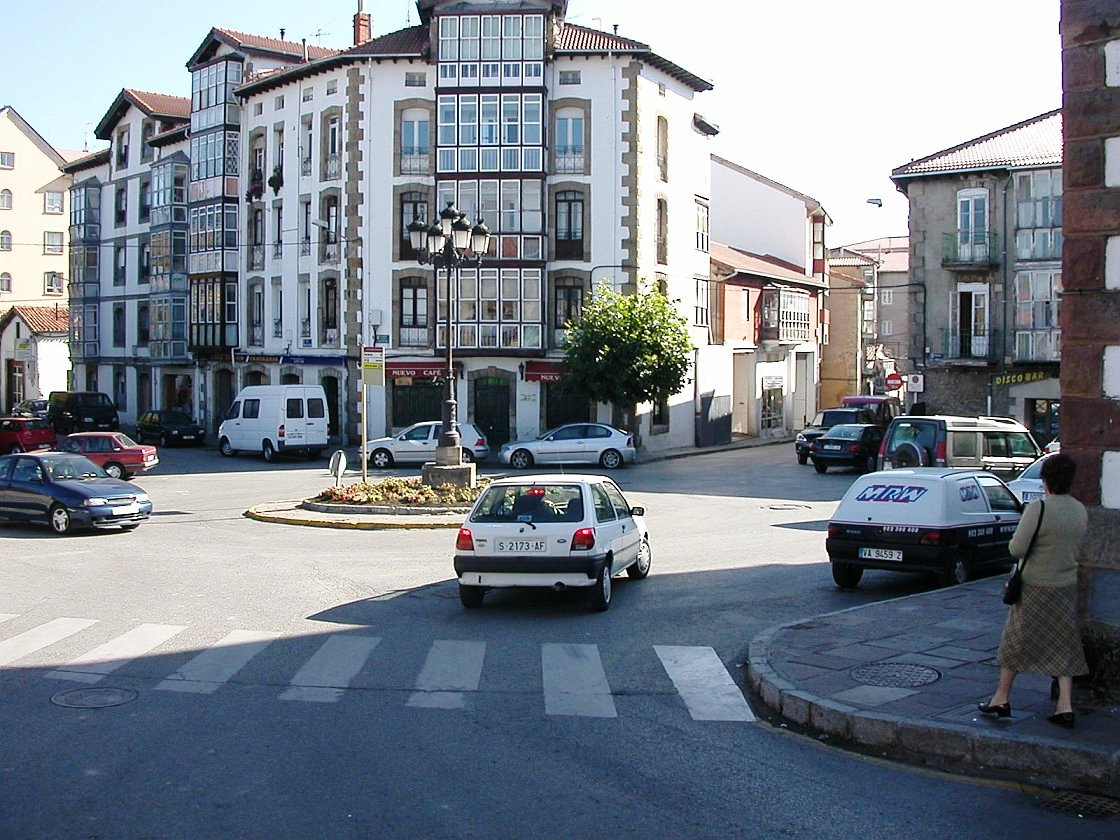
Plaça de la Llibertad en Reinosa.
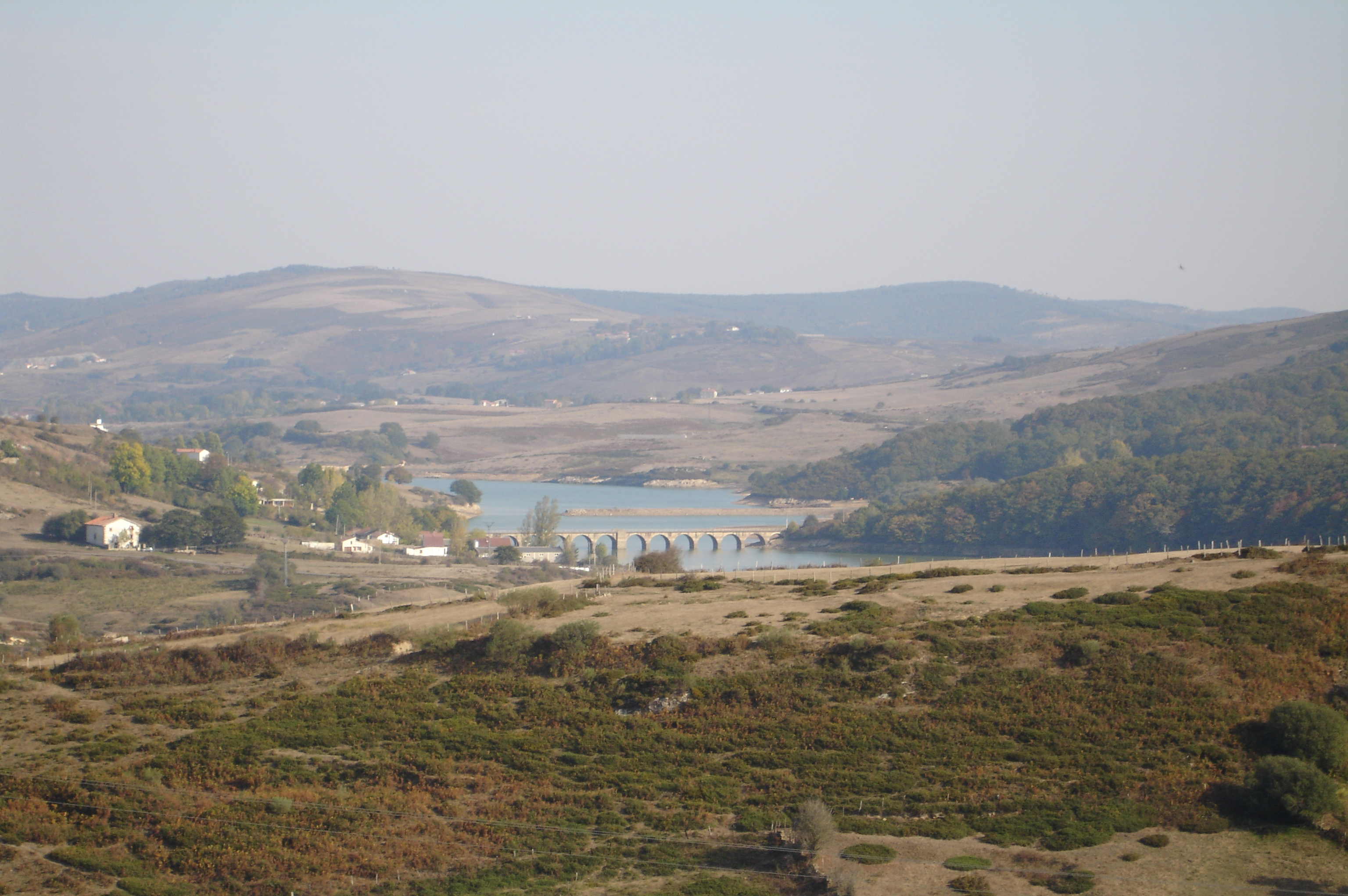
Vista de l'embassament de l'Ebre des de Julióbriga.